# 過硫酸
過硫酸（かりゅうさん）は硫黄のオキソ酸のひとつ。ペルオキソ一硫酸、カロ酸 (Caro's acid) とも呼ばれる。化学式は H2SO5。強い酸化剤である。CAS登録番号は [7722-86-3]。1898年にドイツの化学者ハインリッヒ・カロにより最初に報告された。

## 調製方法
硫酸またはクロロ硫酸に濃過酸化水素を作用させる。ペルオキシ二硫酸を加水分解したり、硫酸と水を電気化学的に酸化して得る。
実験室的には、硫酸に過硫酸アンモニウムを加えて調製される。

## 用途
過硫酸は洗浄剤として用いられる。半導体回路製造過程で、レジスト除去剤としての用途が検討されている。
また、過硫酸はクラフトパルプの漂白にも用いられている。

## 塩
過硫酸の塩は、酸素系の漂白剤、洗浄剤として用いられる。
過硫酸水素カリウムと硫酸水素カリウム、硫酸カリウムから成る複塩  (2KHSO5•KHSO4•K2SO4) は「OXONE（オキソン）」という商標名で市販され、有機合成などで酸化剤として用いられる。